# Wei Tingting
Wei Tingting (Chinês: 韦婷婷; nascida em 1989) é uma ativista chinesa pelos direitos LGBTQIAP+ e feminista, escritora e cineasta documental. Ela é uma das fundadoras do movimento feminista Feminist Five.

## Juventude e carreira
Wei nasceu em Hechi, na região sul de Guangxi, na China.
Em 2009, Wei recebeu seu diploma de bacharel em sociologia pela Universidade de Wuhan. Em 2011, Wei estendeu seus estudos ao tornar-se mestra em antropologia, também pela Universidade de Wuhan.

## Careira
Durante a faculdade, Wei se envolveu ativamente nos movimentos pelos direitos das mulheres e LGBT. Em 2007 e 2009, Wei ajudou na coordenação e produção das apresentações de “Monólogos da Vagina”. Ela juntou-se ao Wuhan Rainbow, uma organização LGBTQIAP+.
Wei também atuou como diretora da Ji'ande, uma organização pelos direitos LGBTQIAP+ em Pequim.
Wei co-fundou a Rede Nacional Bissexual na China.
De 2011 a 2016, Wei trabalhou como gerente de projetos no Instituto de Educação em Saúde de Gênero de Pequim, uma agência nacional centrada em sexualidade e saúde sexual, promovendo conscientização sobre desigualdades de gênero e diversidade sexual. Parte de seu trabalho incluiu auxiliar a organizara AIDS Walk, na Grande Muralha, o primeiro projeto de arrecadação de fundos público de grande escala para HIV/AIDS na China continental, coordenar o Prêmio de Mídia Principal para boa cobertura da comunidade LGBTQIAP+, e coordenar o programa de Direitos e Advocacia e a conferência nacional anual LGBT na China. Wei co-apresentou o primeiro webcast LGBT sem fins lucrativos da China chamado “Queer Comrades”, foi membro da rede Queer Lala Times baseada na China, Taiwan e Hong Kong, e participou de conferências de mulheres na Índia e na Coreia do Sul.
Em 2012, Wei Tingting e Li Tingting participaram de um protesto no Dia dos Namorados contra a violência doméstica em Pequim.
De 2012 a 2014, Wei foi gerente de projetos na Aliança Chinesa Lala.
De 2013 a 2014, Wei contribuiu para a Revista Les+ e coordenou o projeto “Visualizando Pequim+20 pela perspectiva lésbica”.
De 2015 a 2017, Wei foi coordenadora na Advocacia pelos Direitos LGBTQIAP+ na China, onde trabalhou com vítimas de terapias de conversão LGBTQIAP+ para iniciar ações judiciais contra as respectivas organizações e também apoiou processos contra materiais didáticos homofóbicos.
De 2016 a 2019, Wei foi fundadora e diretora do Centro de Educação de Gênero e Sexualidade de Guangzhou (GGSEC), uma organização não governamental em Guangzhou, China. A organização realiza atividades de educação, treinamento e defesa de gênero e sexualidade.
Wei coletou material para o primeiro documentário chinês sobre bissexualidade na China, chamado Bi China, lançado em 2017.
Em 2018, Wei fundou a Guangzhou Nalisha Education Consulting Co., Ltd., uma empresa que realiza pesquisa, educação, treinamento e atividades de defesa de gênero e sexualidade, oferecendo suporte à saúde mental e consultoria para vítimas no campo de gênero e sexualidade para combater a discriminação contra mulheres e a comunidade LGBTQIAP+.

## Feminist Five
Em 2015, ela e outras quatro ativistas (Zheng Churan, Wang Man, Wu Rongrong e Li Tingting, conhecidas coletivamente como as “Feminist Five”) foram detidas pelo governo chinês pouco antes do Dia Internacional da Mulher, dia em que planejavam executar uma campanha contra assédio sexual no transporte público. Todas as cinco mulheres foram enfim libertas sob fiança após 37 dias de detenção. Se condenadas, poderiam ter enfrentado até três anos de prisão por “criar distúrbios”. Desde sua libertação, Wei afirmou que continuará lutando pela igualdade de gênero. Ela disse:
"Eu li tantos relatos e artigos sobre nossa prisão e eles são tão emocionantes e encorajadores. Eu comecei a me sentir desanimada e pensei que este incidente seria o fim para nós, jovens ativistas mulheres. Mas a reação iniciou uma era de novos ativistas magníficos. Eles não podem prender todos nós e nos parar."

## Honras
- 2015: Bustle, 14 ativistas de direitos das mulheres ao redor do mundo que vão te inspirar[7]
- 2015: Ms. Magazine, 10 das feministas mais inspiradoras de 2015[4]
- 2015: Asia LGBT Milestone Awards (ALMAs), Heroína do Ano, indicada[6]
- 2018: Medalha Troy Perry de Orgulho[8]

## Obras e publicações selecionadas
- Wei, Tingting (2011). «How to Use Applied Theater in Sexuality Education in China». Population and Development (Core Journal in China) (em chinês). 1
- Wei, Tingting (2012). «From Vagina Monologue to Leifeng Pagoda: Rethinking and Producing Women's Body». The International Conference on Chinese Women and Visual Representation
- Wei, Tingting (2012). «The Body Goes Beyond Boundary - Research of Lesbian and Gay in Cities». Sexualities and Gender Study. 5: 354–387
- Wei, Tingting (2014). «A Look at the Beijing Conference through Lesbian Eyes». China Development Brief (em chinês). 3
- Wei, Tingting (6 de outubro de 2015). «A Look at the Beijing Conference through Lesbian Eyes». Asian Journal of Women's Studies. 21 (3): 316–325. doi:10.1080/12259276.2015.1072944
- Wei, Tingting (2016). «Review and Report of the Beijing Conference 1996 through Lesbian Eyes». Sexuality Research in China (em chinês). 2 (Total No. 37): 131–144
- Wei, Tingting (2017). «A report on sexual harassment on Chinese College Campuses, 2016-2017». Sexuality Research in China (em chinês)

## Filmografia
- 2015: We Are Here – produtora[9]
- 2017: Bi China – diretora[3]

## Links externos
- Tingting Wei. no IMDb.